# Ji Yeon
"Ji Yeon" er syvende afsnit af fjerde sæson af den amerikanske tv-serie Lost, og hele seriens 76. afsnit. Det blev sendt 13. marts på American Broadcasting Company i USA og CTV i Canada. Stephen Semel har instrueret afsnittet, der er skrevet af Edward Kitsis og Adam Horowitz. Det er første afsnit hvor Zoë Bell figurerer som gæstestjerne, og første gang Harold Perrineau medvirker med hovedrolle siden anden sæsons finaleafsnit, "Live Together, Die Alone."

## Plot

### På øen
Sun-Hwa Kwon (Yunjin Kim) bliver mistænksom overfor Daniel Faraday (Jeremy Davies), og da han ikke kan bekræfte at de er på øen for at redde de overlevende, beslutter hun at gå til John Lockes (Terry O'Quinn) lejr. Da Juliet Burke (Elizabeth Mitchell) får besked om Suns foretagende, forsøger hun først at tale Sun fra det. Da det ikke lykkedes, afslører hun for Jin-Soo Kwon (Daniel Dae Kim) at Sun tidligere har haft en affære. Jin såres af denne sandhed, og forsøger at gennemtænke tingene under en fisketur med Bernard Nadler (Sam Anderson). Senere, laver han mad til Sun, og tilgiver hende, fordi han er klar over hvilket menneske han var, før de kom til øen. De beslutter endeligt at blive på stranden, og håbe på at komme hjem.
På fragtskibet Kahana kommer Sayid Jarrah (Naveen Andrews) og Desmond Hume (Henry Ian Cusick) til skibets dæk. De overværer Regina (Zoë Bell) begå selvmord, før nogen formår eller tager initiativ til at stoppe hende. Kort herefter, møder de skibets kaptajn. Han fortæller, at Charles Widmore (Alan Dale) har iscenesat et falsk flystyrt, og at de vil finde øen og Benjamin Linus (Michael Emerson) for at finde ud af hvordan har fået ressourcer til dét. Da de bringes til en ny kabine, skal en blodplet vaskes af af loftrør. Pedellen, Kevin Johnson, bedre kendt som Michael Dawson (Harold Perrineau Jr.), tilkaldes for at løse opgaven. Sayid genkender straks Michael, og indser at han er Bens spion på fragtskibet.

### Flashback
Jin er på vej til en fødsel, hvor han af Mr. Paik har fået besked på at levere en pandabamse til en amabssadør, som symbol på godt samarbejde. På vejen oplever han forskellige komplikationer, som f.eks. at hans mobiltelefon går i stykker og at en anden person tager hans taxi. Det lykkedes ham omend at levere bamsen.

### Flashforward
Sun kommer på hospitalet efter alvorlige smerter. Mens hun ligger i smerter på hospitalet, kalder hun Jins navn. Hendes datter, som hun efter Jins ønske navngiver Ji Yeon, kommer sikkert til verden. Senere, mødes hun med Hurley på sin bopæl, og sammen går de til Jins gravsted, for at ære ham.

## Trivia
- Det er første afsnit hvor der optræder både flashbacks og flashforwards.
- Nikki Fernandez' (Kiele Sanchez) dødsscene i Exposé kan ses i fjernsynet kort før Sun slukker det.
- På Jins gravsten står der, at han døde 22. september 2004; Dagen hvor Oceanic Flight 815 er styrtet.